# Eugenio de Mazenod
Eugenio de Mazenod (Aix-en-Provence, 1 de agosto de 1782 - Marsella, 21 de mayo de 1861) fue un sacerdote francés, obispo, fundador de la Congregación de Misioneros Oblatos de María Inmaculada (OMI).

## Infancia y Sacerdocio
Eugenio de Mazenod, sacerdote formado en el seminario de San Sulpicio de París, fundador de la Congregación de Misioneros Oblatos de María Inmaculada (OMI), cuyo nombre completo era Carlos José Eugenio de Mazenod, nació en Aix-en-Provenza, en la zona sur de Francia, el 1 de agosto de 1782, siendo descendiente de una familia de aristócratas franceses. 
Eugenio de Mazenod inició sus estudios en el Colegio de Nobles de Turín, Italia, y en 1802, siendo un joven de 20 años, vuelve a Francia, para ingresar en el seminario de San Sulpicio con el padre Juan Santiago Olier y ser ordenado sacerdote, pese a la rotunda oposición de su familia, en 1811.

## Los Oblatos de María Inmaculada (OMI)
Fundó en el día 25 de enero de 1816 a los Misioneros de Provenza, más tarde llamados los Misioneros Oblatos de María Inmaculada (OMI), su máxima obra, que fue aprobada con ese nombre por decreto papal del Papa León XII en el 17 de febrero de 1826, y de la cual, el Padre De Mazenod fue su primer superior general.
Actualmente, los oblatos de De Mazenod, suman más de cuatro mil en todo el mundo (con presencia en casi 70 países), dedicados a la evangelización por medio de retiros, misiones populares, parroquias, centros de misión, etc., consagrándose especialmente a los más pobres y abandonados.

## Sus últimos días
En 1832, fue designado Obispo de Marsella, su principal misión como prelado, fue amparar a los más pobres y desamparados y a difundir el santo evangelio por toda Francia, a través de los Oblatos de María Inmaculada.
Murió en Marsella, el 21 de mayo de 1861, a la edad de 77 años, fue beatificado por el Papa Pablo VI en 1975 y canonizado por el Papa Juan Pablo II, el 3 de diciembre de 1995.